# Blencoe
Blencoe és una població dels Estats Units a l'estat d'Iowa. Segons el cens del 2000 tenia 231 habitants.

## Demografia
Segons el cens del 2000, Blencoe tenia 231 habitants, 110 habitatges, i 68 famílies. La densitat de població era de 118,9 habitants per km².
Dels 110 habitatges en un 21,8% hi vivien nens de menys de 18 anys, en un 53,6% hi vivien parelles casades, en un 6,4% dones solteres, i en un 37,3% no eren unitats familiars. En el 35,5% dels habitatges hi vivien persones soles el 24,5% de les quals corresponia a persones de 65 anys o més que vivien soles. El nombre mitjà de persones vivint en cada habitatge era de 2,1 i el nombre mitjà de persones que vivien en cada família era de 2,71.
Per edats la població es repartia de la següent manera: un 19,9% tenia menys de 18 anys, un 4,3% entre 18 i 24, un 16% entre 25 i 44, un 25,5% de 45 a 60 i un 34,2% 65 anys o més.
L'edat mediana era de 50 anys. Per cada 100 dones de 18 o més anys hi havia 85 homes.
La renda mediana per habitatge era de 25.556 $ i la renda mediana per família de 40.833 $. Els homes tenien una renda mediana de 35.250 $ mentre que les dones 18.438 $. La renda per capita de la població era de 13.841 $. Entorn del 4,7% de les famílies i el 7,6% de la població estaven per davall del llindar de pobresa.

## Poblacions més properes
El següent diagrama mostra les poblacions més properes.